# أندرو هوسكينز
أندرو هوسكينز (بالإنجليزية: Andrew Hoskins)‏ هو مجدف كندي، ولد في 20 ديسمبر 1975 في إدمونتون في كندا.

## وصلات خارجية
- أندرو هوسكينز على موقع الاتحاد الدولي للتجديف (الإنجليزية)
- أندرو هوسكينز على موقع اللجنة الأولمبية الدولية (الإنجليزية)
- أندرو هوسكينز على موقع أوليمبيديا (الإنجليزية)
- أندرو هوسكينز على موقع اللجنة الأولمبية الكندية (الإنجليزية)